# Tihamér
A Tihamér régi magyar személynév, amely a szláv Tihomir* névből származik, jelentése: csend + béke.  Magyar névként Vörösmarty Mihály és Kisfaludy Károly újította fel.

## Gyakorisága
Az 1990-es években igen ritka név, a 2000-es években nem szerepel a 100 leggyakoribb férfinév között.

## Névnapok
- április 20.[2]
- április 26.[2]
- április 29.[2]
- július 1.[2]
- november 9.[2]
- november 12.[2]
- december 16.[2]

## Híres Tihamérok, Tihomirok
- Acsay Tihamér jogász, gyorsírásszakértő
- Balogh Tihamér tárca- és novellaszerző, orvos
- Becze Tihamér(wd) jégkorongozó
- Csáky Tihamér Zoltán(wd) magyar származású amerikai orvos, fiziológus
- Csemiczky Tihamér grafikus és festő, gyógyszerész
- Dobó Tihamér(wd) festőművész, grafikus, illusztrátor, költő
- Fabinyi Tihamér jogász, politikus, képviselő és felsőházi tag, miniszter
- Gyárfás István Tihamér pap, tanár, művészettörténész
- Gyarmathy Tihamér festő
- Hargitai Tihamér királyi postatanácsos, postaigazgató, költő, író
- Hlavacsek Tihamér zongoraművész
- Kalmár Tihamér(wd) földbirtokos, politikus, országgyűlési képviselő
- Karlinger Tihamér orvos, sebész, egyetemi tanár
- Kiss Keve Tihamér hidrobiológus, algológus, a Magyar Tudományos Akadémia doktora, a Magyar Algológiai Társaság elnöke
- Kiss Tihamér László  pedagógus, pszichológus, vallástanár, főiskolai tanár
- Kohányi Tihamér hírlapíró, lapszerkesztő, a clevelandi magyar nyelvű Szabadság című lap alapítója és főszerkesztője
- Komjáthy Antal Tihamér(wd) katonatiszt, történész, főiskolai tanár
- Koncz Tihamér(wd) magyar származású svájci építőmérnök
- Lacza Tihamér felvidéki magyar publicista, műfordító, számos tudománytörténeti és tudományos ismeretterjesztő kiadvány szerzője
- László Tihamér fizikus, főiskolai oktató, egyetemi tanár, fizikai szakíró
- Lázár Tihamér színész
- Lukács Tihamér labdarúgó
- Margitay Tihamér festőművész
- Tihomir Mongke Temur, az Arany Horda kánjának fia, Batu kán dédunokája
- Nemes Tihamér feltaláló, gépészmérnök, az MTA doktora, villamosmérnök, a kibernetika egyik hazai úttörője
- Simon Tihamér(wd) vezérőrnagy
- Szaffka Tihamér(wd) sportoló, hegymászó
- Szalay Tihamér(wd) építész
- Szathmáry Tihamér(wd) politikus, főispán
- Szentléleky Tihamér régész, múzeumigazgató
- Téri Tihamér(wd) vegyészmérnök
- Tihamér Lelovics(wd) történész
- Tóth Tihamér (egyértelműsítő lap)
- Török Tihamér(wd) romániai magyar grafikus, illusztrátor
- Turcsányi Tihamér történész, gimnáziumi tanár
- Vujicsics Tihamér zenész
- Warvasovszky Tihamér politikus